# Diodenlaser

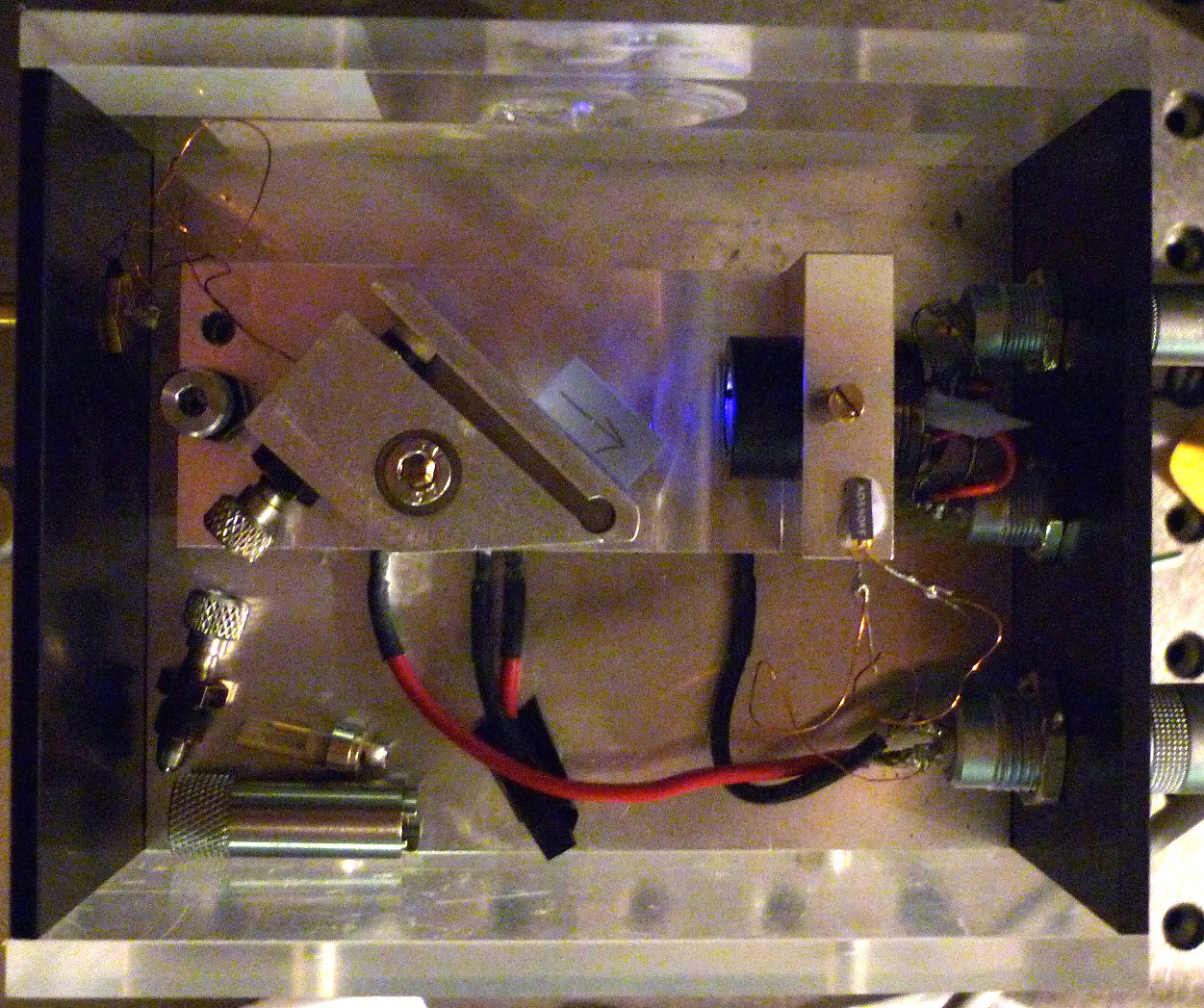
Eingeschalteter, temperatur- und wellenlängenregulierbarer Diodenlaser (ca. 405 nm) im Ricci-Hänsch-Design (Littrow-Konfiguration)

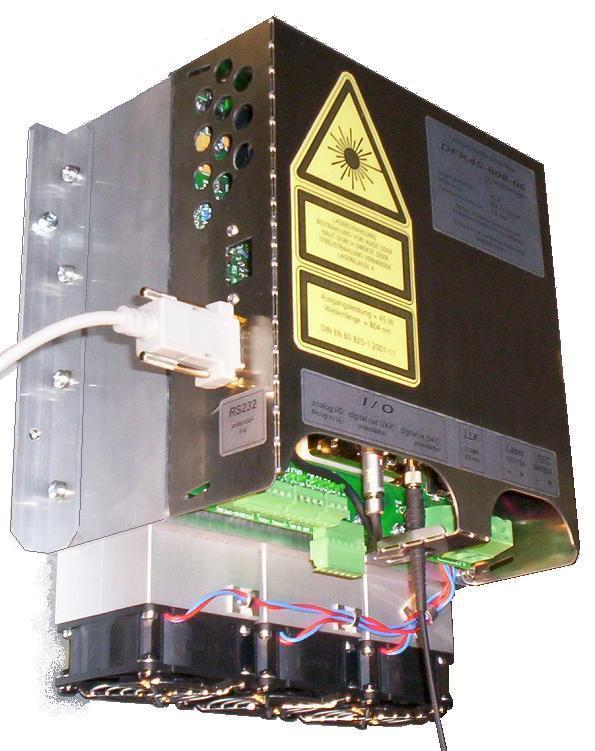
thermoelektrisch gekühlter Diodenlaser für Industrieanwendung (u. a. Kunststoffschweißen), Faserkopplung (schwarzes Kabel unten), optische Leistung 45 Watt (1 Barren) bei einer Wellenlänge von 808 nm, Abmessungen 140 × 200 × 260 mm, Betrieb an 24 Volt

Ein Diodenlaser ist ein Laser, dessen Licht mit Laserdioden, also mit Halbleitermaterialien, erzeugt wird. Diodenlaser können Lichtleistungen bis über 60 kW erzeugen.

## Bauweisen und Verwendung

### Einzelemitter
In einfachster Form besteht ein Diodenlaser aus nur einer Laserdiode, ggf. mit Kollimations- und Fokussieroptik. Einzelemitter-Laserdioden verwendet man zum Beispiel in Laserpointern, für die optische Datenübertragung oder in CD- und DVD-Abtastern bzw. -brennern. Einzelemitter werden mit Leistungen bis einigen Watt gefertigt, sind auf eine Wärmesenke montiert erhältlich und enthalten oft bereits eine Strahlkollimation mit einer sphärischen oder asphärischen Linse oder sogar eine Faserkopplung (engl.: pigtailed).
Einzelemitter-Diodenlaser besitzen oft besondere Bauformen, die bei den weiter unten beschriebenen Multiemitter-Diodenlasern nicht angewendet werden. Die wichtigsten besonderen Bauformen von Einzelemitter-Lasern (siehe auch Laserdiode) sind:
- DFB-Laser: Laserdiode mit internem Bragg-Spiegel
- Diodenlaser mit externem Resonator (englisch external cavity diode laser, ECDL)
- Oberflächenemitter (VCSEL) siehe auch Laserdiode

### Barren
Da einzelne Laserdioden nur bis zu Leistungen von einigen Watt gefertigt werden können und stark divergierende Laserstrahlung abgeben, werden oft mehrere Laserdioden elektrisch und optisch zusammengefasst: Man verwendet Barren (engl. bar), die auf einem streifenförmigen Chip mehrere Einzelemitter nebeneinander enthalten. Diese werden elektrisch parallel betrieben und auf einer Wärmesenke montiert.
Solche auch als submount bezeichneten Diodenlaser haben folgende typische Parameter:
- Betriebsstrom: 30 A bis 100 A im Dauerbetrieb, ca. 150 A gepulst
- Schwellenstrom: 3,5 A bis 15 A
- Optische Ausgangsleistung: bis 90 W im Dauerbetrieb bei typischen Wellenlängen von 808 bis 980 nm
- Spannung: ca. 2 V

Die 10–20 Einzelemitter eines solchen Barrens emittieren jeweils einen Laserstrahl, der in einer Richtung ca. 40° (fast axis) und in der anderen Richtung ca. 12° (slow axis) Abstrahlwinkel hat. Die fast axis weist die höchstmögliche (beugungsbegrenzt), die slow axis hingegen eine relativ schlechte Strahlqualität auf. Um diese Einzelstrahlen zusammenzufassen, werden sie nach der Kollimation der fast axis (mittels mikrooptischer Zylinderlinse) geometrisch mittels einer weiteren Mikrooptik gedreht und nebeneinander angeordnet und anschließend wird die sogenannte slow-axis-Kollimation durchgeführt.
Ein so erzeugter „Laserstrahl“ besteht somit eigentlich aus mehreren einzelnen Laserstrahlen und hat eine wesentlich schlechtere Strahlqualität als andere Laser gleicher Leistung.
Hersteller bieten sowohl submounts als auch hermetisch verschlossene Laser, teilweise bereits mit fest montiertem Lichtleitkabeln oder Anschlüssen für LWL-Steckverbinder (zum Beispiel eine F-SMA-Buchse).
Anwendung solcher Laser: Metall- und Kunststoffschweißen, selektives Härten, Weich- und Hartlöten, Auftragschweißen, Pumpen von Festkörperlasern, insbesondere Faserlasern.

### Stapel
Mehrere solcher Barren können zu Stapeln (engl. stacks) zusammengefasst werden, wobei die Barren elektrisch in Reihe geschaltet sind und die Einzelstrahlen wiederum optisch kombiniert werden. Mit solchen Stacks lassen sich optische Leistungen von 0,5–1 kW erzeugen. Die dabei eingesetzten Submounts müssen aufgrund der hohen Packungs- und Leistungsflussdichte mit sog. Mikrokanal-Wärmesenken mit Wasser gekühlt werden. Die optische Leistung solcher Stacks wird zum Beispiel zum Pumpen von Festkörperlasern verwendet.

### Multikilowatt-Diodenlaser
Zur weiteren Leistungssteigerung nutzt man die lineare Polarisation und verschiedene Wellenlängen mehrerer Stapel aus: Mittels dichroitischer und polarisationsabhängiger Spiegel kann die Strahlung mehrerer Stapel (zum Beispiel vier Stapel mit zwei verschiedenen Wellenlängen, jeweils orthogonal zueinander montiert) theoretisch ohne Qualitäts- und Leistungsverlust ineinander gespiegelt werden. Man erhält Laserstrahlquellen mit mehreren Kilowatt optischer Leistung bei vergleichsweise sehr hohem Wirkungsgrad (20–30 %).
Solche hohen Leistungen werden zur Materialbearbeitung (Metallschweißen, Härten, Umschmelzen, Pulverauftrag) verwendet.
Siehe: Hochleistungs-Diodenlaser

### Diodenlaser mit externem Resonator
Die Linienbreite der Strahlung einer Laserdiode liegt ohne weitere Maßnahmen im Bereich einiger MHz und die Lage ihres Maximums ist überdies temperatur- und stromabhängig. Mit wellenlängenselektiver Rückkopplung kann sie stark verringert und stabilisiert werden: wenn vorrangig nur eine Frequenz zurückgekoppelt wird, kann auf diese Weise die Wellenlänge festgelegt werden, da die longitudinale Modenkonkurrenz, die durch den kurzen Kristall und dessen Eigenschaften bestimmt ist, ausgeschaltet ist. Um solche frequenzselektiven Elemente ergänzte Aufbauten sind immer Diodenlaser mit externem Resonator (External Cavity Diode Laser).
Bekannt sind gehäuste Laserdioden, die bereits ein Faser-Bragg-Gitter integriert haben und so eine temperaturunabhängige schmalbandige Emission erreichen. Sie werden zum Beispiel als Seedlaser (siehe hierzu unter Faserlaser) für Faserlaser eingesetzt.
Wegen der geringen Linienbreite und zusätzlich guten Verstimmbarkeit werden folgende ECDL bevorzugt in der Spektroskopie eingesetzt:

#### Littrow-Aufbau

Prinzipskizze der Littrow-Konfiguration

Der austretende Strahl wird kollimiert und trifft auf ein Beugungsgitter mit hoher Strichzahl. In der Littrow-Anordnung (vgl. Littrow-Spektrometer) wird die erste Beugungsordnung in die Diode zurückreflektiert, während die nullte Beugungsordnung als Nutzstrahl ausgekoppelt wird. Die rückwärtige Facette bildet nun zusammen mit dem Gitter den Resonator. Durch Drehung des Gitters, z. B. mit Hilfe eines Piezo-Aktors kann die Wellenlänge des Lasers verstimmt werden.

#### Littmann-Aufbau
In der Littman-Anordnung wird die erste Beugungsordnung nicht in die Diode zurückreflektiert, sondern trifft auf einen Spiegel, der das Licht über das Gitter zurück in die Diode reflektiert. Der Laser wird verstimmt, indem der Spiegel gedreht wird. Der Vorteil dieser etwas komplexeren Anordnung ist, dass ein Schwenk des ausgekoppelten Strahles bei Verstimmung des Lasers vermieden wird.

## Vor- und Nachteile
Vorteile von Diodenlasern:
- Sehr kompakte Bauweise
- Einfaches Pumpen mittels elektrischen Stroms
- Vergleichsweise hoher elektrisch/optischer Wirkungsgrad von 25 bis über 50 %
- Gegenüber lampengepumpten Lasern lange Wartungsintervalle
- Einkopplung und Transport der Strahlung in Lichtleitkabeln möglich
- Sehr hohe Lebensdauer mit teilweise mehr als 30.000 Stunden
- Geringe Leistungsdegradation; sehr viel kleiner als 1 %/1000 h bei Betrieb mit Nennstrom

Nachteile von Diodenlasern:
- Gegenüber anderen Lasern schlechtere Strahlqualität (insbesondere bei hohen Leistungen), daher kaum geeignet zum Schneiden und nur bedingt geeignet zum Lasertiefschweißen von Metallen
- Starke Strahldivergenz, falls diese nicht durch geeignete Optik korrigiert wird
- Kosten: Laserdioden, deren Montage auf einer Wärmesenke und die Justage der Mikrooptiken sind nach wie vor ein hoher Kostenfaktor eines Diodenlasersystems